# Abra Pampa
Abra Pampa je město nacházející se v provincii Jujuy v Argentině. Je centrem departementu Cochinoca. Město se nachází na severozápadě Argentiny. Při sčítání lidu v roce 2010 mělo 8705 obyvatel. Město bylo založeno v roce 1883. Po La Quiaca je druhým největším městem v argentinské Puně.